# Ca’ Granda (métro de Milan)
Pour les articles homonymes, voir Ca' Granda.
Ca’ Granda est une station de la ligne 5 du métro de Milan. Elle est située sous la via Fulvio Testi, entre les intersections avec la via Ca’ Granda et la via Giuseppe Vidali, dans le quartier Prato Centenaro (it), Municipio 9 de Milan en Italie.

## Situation sur le réseau

Plan du métro (2021)

Établie en souterrain, Ca’ Granda est une station de passage de la ligne 5 du métro de Milan. Elle est située entre la station Bicocca, en direction du terminus nord Bignami, et la station Istria, en direction du terminus ouest San Siro Stadio.
Elle dispose des deux voies de la ligne, encadrées par deux quais latéraux. Des appareils de voies permettent le passage d'une ligne à l'autre, en amont et en aval de la station.

## Histoire
La station Ca’ Granda est mise en service le 10 février 2013, lors de la mise en service de la première section de la ligne 5 entre Bignami et Zara. Elle est nommée en référence à la rue éponyme qu'elle dessert.

## Services aux voyageurs

### Accès et accueil
La station possède quatre accès équipés d'escaliers et d'escaliers mécaniques, ainsi qu'un accès direct par ascenseur depuis l'extérieur. Elle est accessible aux personnes à la mobilité réduite.

### Desserte
Ca’ Granda est desservie par les rames qui circulent sur la ligne 5 du métro de Milan. Comme toutes les autres stations de cette ligne de métro automatique elle dispose de portes palières sur les quais.

Installations
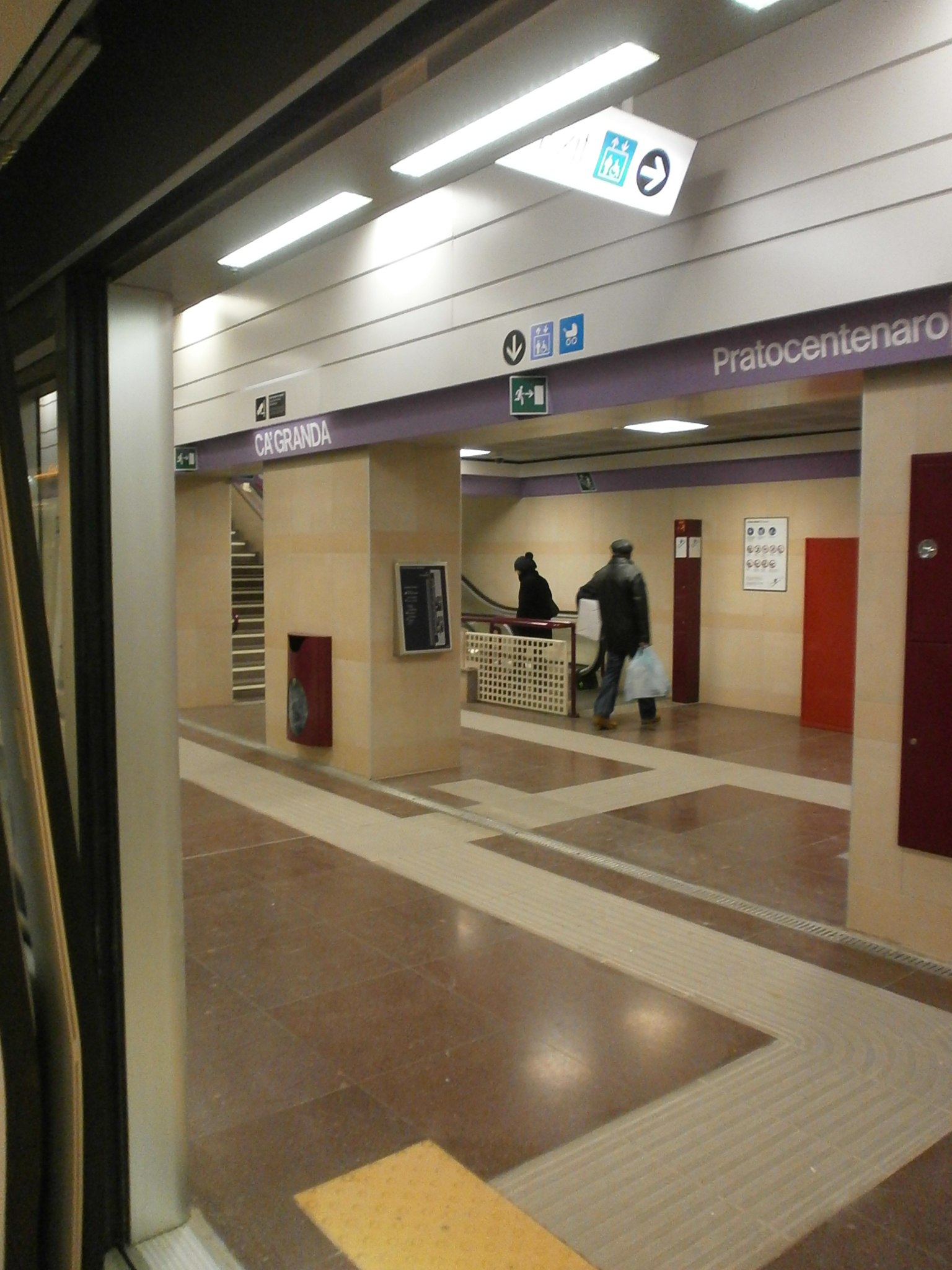
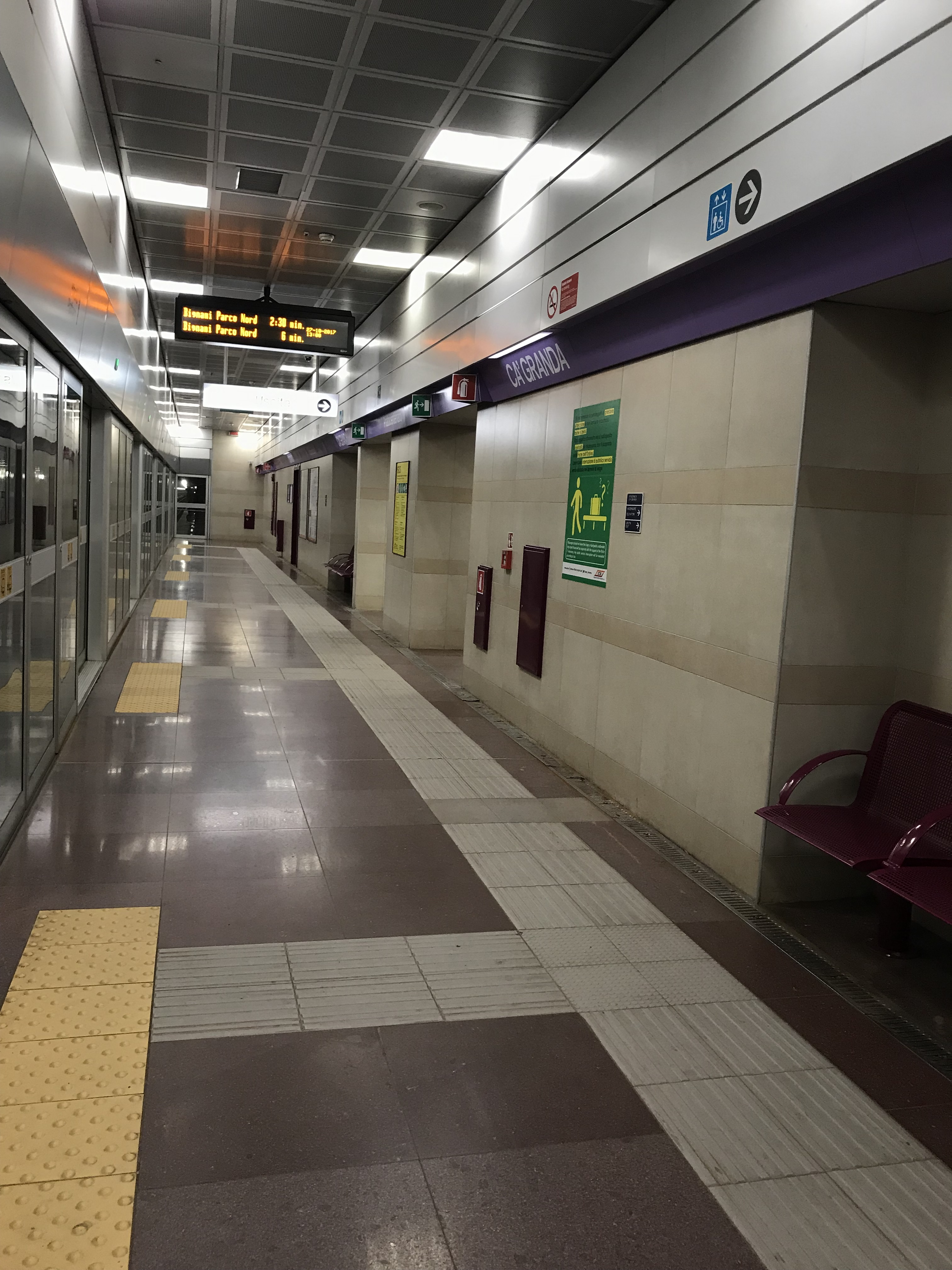

### Intermodalité
À proximité : un arrêt du Tramway de Milan est desservie par les lignes 5, 7 et 31 ; et un arrêt des autobus ATM  est desservi par la ligne 86.